# Piles
Piles é um município da Espanha na província de Valência, Comunidade Valenciana. Tem 3,9 km² de área e em 2021 tinha 2 742 habitantes (densidade: 703,1 hab./km²).

## Demografia
| Variação demográfica do município entre 1991 e 2004 | Variação demográfica do município entre 1991 e 2004 | Variação demográfica do município entre 1991 e 2004 | Variação demográfica do município entre 1991 e 2004 |
| --------------------------------------------------- | --------------------------------------------------- | --------------------------------------------------- | --------------------------------------------------- |
| 1991                                                | 1996                                                | 2001                                                | 2004                                                |
| 2108                                                | 1956                                                | 2148                                                | 2347                                                |